# Yungen
Yungen, pseudonimo di Clive James Brooks (Herne Hill, 1º febbraio 1992), è un rapper britannico.

## Biografia
Yungen si è fatto conoscere dopo aver pubblicato il primo album in studio Project Black & Red, disco con cui ha ottenuto il primo ingresso nella Official Albums Chart (52º posto) e una candidatura ai MOBO Awards per il miglior nuovo artista. Nell'ottobre 2017 Bestie è stato il suo primo singolo a raggiungere la top ten della Official Singles Chart, mentre nel marzo 2018 ha firmato un contratto con la divisione britannica della Sony; sotto l'etichetta è uscito l'LP Project Purple, entrato nella classifica nazionale.
La British Phonographic Industry gli ha certificato oltre 2,2 milioni di unità in singoli al luglio 2024.

## Discografia

### Album in studio
- 2014 – Project Black & Red
- 2019 – Project Purple
- 2022 – Passionate & Paranoid

### Singoli
- 2013 – Money, Doe, Paper
- 2016 – You Don't Know Me like That
- 2016 – Comfy
- 2016 – Off the Record 2
- 2016 – Take My Number (feat. Angel)
- 2016 – Away Games
- 2016 – Cuffing Season
- 2016 – Do It Right (con Sneakbo feat. Haile)
- 2017 – Fools Gold
- 2017 – Bestie (feat. Yxng Bane)
- 2017 – Chosen
- 2017 – All Night (feat. Mr Eazi)
- 2018 – Mind on It (feat. Jess Glynne)
- 2018 – Pricey (feat. One Acen)
- 2018 – Intimate (feat. Craig David)
- 2019 – Comfortable (feat. Dappy)
- 2020 – Handsome (feat. M24)
- 2020 – Mané & Salah
- 2022 – Daily Duppy (Goat Talk)
- 2022 – P&P Freestyle
- 2022 – Popstar
- 2022 – Batmobile
- 2022 – Dubai to Ibiza
- 2023 – Starsign (con Ramz e S1mba)
- 2024 – Is This What You Want
- 2024 – Voicemail